# Élections sénatoriales françaises de 1903
Les élections sénatoriales françaises de 1903 se déroulent le 4 janvier 1903 et ont pour but de renouveler la série A du Sénat et quatre sièges vacants.

## Contexte
Les élections municipales de 1900 ont marqué l'élection de beaucoup de nationalistes à Paris et dans le département de la Seine, mais leurs mandats ne sont pas à renouveler en 1903. En revanche, ceux qui sont à renouveler cette année comprennent un certain nombreux de radicaux et de radicaux-socialistes et socialistes, et les républicains modérés se maintiennent. 
La campagne de 1903 est la première qui fait affronter réellement le Bloc des gauches avec les autres groupes et le ministre de l'Intérieur et président du Conseil, Émile Combes a décidé de faire diviser en deux groupes les candidats pour les préfets entre membre du Bloc des gauches et les autres. Les réflexes républicains, se retirer au second tour derrière un républicain contre un nationaliste ou un monarchiste, ne sont plus automatiques. Les plus anciens républicains, rejetés sur la droite après l'affaire Dreyfus continuent de se présenter comme des républicains en faisant appel à leur longue histoire politique mais aussi l'ancienne place des notables, malgré les changements récents qui effacent ce rôle. 
Les épisodes récents de l’histoire contemporaine sont eux aussi au cœur de la campagne sénatoriale. Dans les Vosges, les comités républicains démocratiques, du Bloc des gauches, publient un manifeste où ils opposent les deux figures principales de la politique vosgienne, « Jules Ferry qui, lui, n’aurait jamais pactisé avec les ennemis de la République » et Jules Méline qui, « s’il était élu, siègerait au milieu d’eux » car « M. Méline, candidat au Sénat, est à droite ; il est le favori de la réaction ». Dans l’Aveyron, le sortant Émile Monsservin accuse le cabinet Combes : « le manteau usé de la prétendue défense républicaine laisse voir par maintes déchirures toute la ferblanterie maçonnique, symbole de haine pour les croyances religieuses et pour l’enseignement libre. »

## Résultats
| Tendances politiques | Tendances politiques | Sièges sortants | Sièges obtenus | Sièges totaux              |    | Tendances politiques           | Sièges sortants | Sièges obtenus | Sièges totaux |
| -------------------- | -------------------- | --------------- | -------------- | -------------------------- | -- | ------------------------------ | --------------- | -------------- | ------------- |
|                      | Opposition           | 42              | 30             |                            |    | Conservateurs et nationalistes | 7               | 7              | 35            |
|                      | Opposition           | 42              | 30             | Républicains progressistes | 35 | 23                             |                 |                |               |
|                      | Bloc des gauches     | 56              | 68             |                            |    | Républicains                   | 18              | 29             |               |
|                      | Bloc des gauches     | 56              | 68             | Républicain Radical        | 29 | 28                             |                 |                |               |
|                      | Bloc des gauches     | 56              | 68             | Radicaux-socialistes       | 9  | 11                             |                 |                |               |
| Total                | Total                | 98              | 98             | 300                        |    |                                | 98              | 98             | 300           |

Finalement ce sont les candidats radicaux qui obtiennent une nette victoire, alors qu'aucun socialiste n'entre au Sénat et que les nationalistes n'ont que peu progressé. Émile Combes, candidat à sa reconduction en Charente-Inférieure, caricaturé de manière vigoureuse par l’opposition, est très populaire comme le montrent les multiples lettres de félicitations pour sa politique, 10 661 au total dont 4 740 émanent de conseils municipaux. Cela montre une véritable adhésion à sa politique. Combes est réélu en Charente-Inférieure, mais il est aussi choisi en Corse par 619 voix sur 770.